# Kukuriraige -三星堆傳奇-
《Kukuriraige -三星堆傳奇-》（日语：ククリレイジュ -三星堆伝奇-）是日本和中国大陆合拍的動畫電影，原定於2020年2月7日發佈，但由於2019冠狀病毒病日本疫情而推遲，目前尚未確定發佈日期。 

## 故事簡介
距今幾千年前，在地底深處曾有一個靠著人造太陽「天窗」生活的文明。「天窗」是在遠古時代由人稱「蒙面之王」的希爾根王建造。希爾根王曾將使地下文明陷入災難的「Kukuri」封印，並建造了「天窗」照亮地下世界，讓地底人擺脫黑暗，亦因此被地底人視為救世主，把他當成神明一般的存在。而在幾千年後，一對屬於負責維持「天窗」運作的天燈一族的兄妹莉琳和索達，被派往外出的「天窗」的燃料「Raige」。由於已經開採了幾千年，「Raige」變得愈來愈少，因此莉琳和索達只能到更遠的地方開採，然而他們走著走著迷了路，並遇到一個名叫馬薩拉的男孩。馬薩拉告訴二人他是來自一個世外村落，住著激怒希爾根王而被流放的人之後代。他亦熱情的招待二人到村落留宿，莉琳和索達亦看一個他們從未想過存在的世界。 

## 角色
莉琳
配音：三宅麻理惠（日本）
天燈族，一名好奇而善良的女孩，索達的妹妹。被派出搜尋「Raige」卻意外迷路。
索達
配音：小野大輔（日本）
天燈族，一名富有正義感的男孩，莉琳的哥哥。被派出搜尋「Raige」卻意外迷路。
馬薩拉
配音：榎木淳彌（日本）
堅強活潑的男孩，住在一條由流放者後裔組成的村落，遇上迷路的莉琳和索達，並把二人帶回村落。
路加
配音：松田利冴（日本）
馬薩拉的寵物猴子。
希爾根王
配音：玄田哲章（日本）
人稱「蒙面之王」，地下文明的統治者，幾千年前殲滅了「Kukuri」，並建造了以「Raige」推動的人造太陽「天窗」。
柏提
配音：澤城美雪（日本）
塔爾瓦
配音：楠大典（日本）
戈莎
配音：子安武人（日本）
崔羅奇
配音：佐佐木勝彥（日本）
奥利弗
配音：山像香織（日本）
瘋婆婆
配音：鈴木黎子（日本）

## 製作人員
- 原作、總監督：黃軍[4]
- 監督：佐藤文和[4]
- 角色設計：本間晃[4]
- 總作畫監督：安里央[4]
- 概念藝術設計：大貫賢太郎[4]
- 美術監督：魏斯曼（Studio Tulip）[4]
- 美術設定：高橋麻穗（Studio Tulip）[4]
- 色彩設計：加藤蓮[4]
- 立體CG設計：菅友彦[4]
- 立體CG監督：渡邊哲也、栗栖直也[4]
- 立體CG制作：ANiMiX[4]
- 攝影監督：千葉洋之[4]
- 音樂：井内啓二[4]
- 音響監督：山口貴之[4]
- 動畫制作：ZERO-G[4]
- 聲音製作：Saber Links[4]
- 日文版製作：Sabre Project[4]
- 發行商：Aeon Entertainment[4]

## 製作

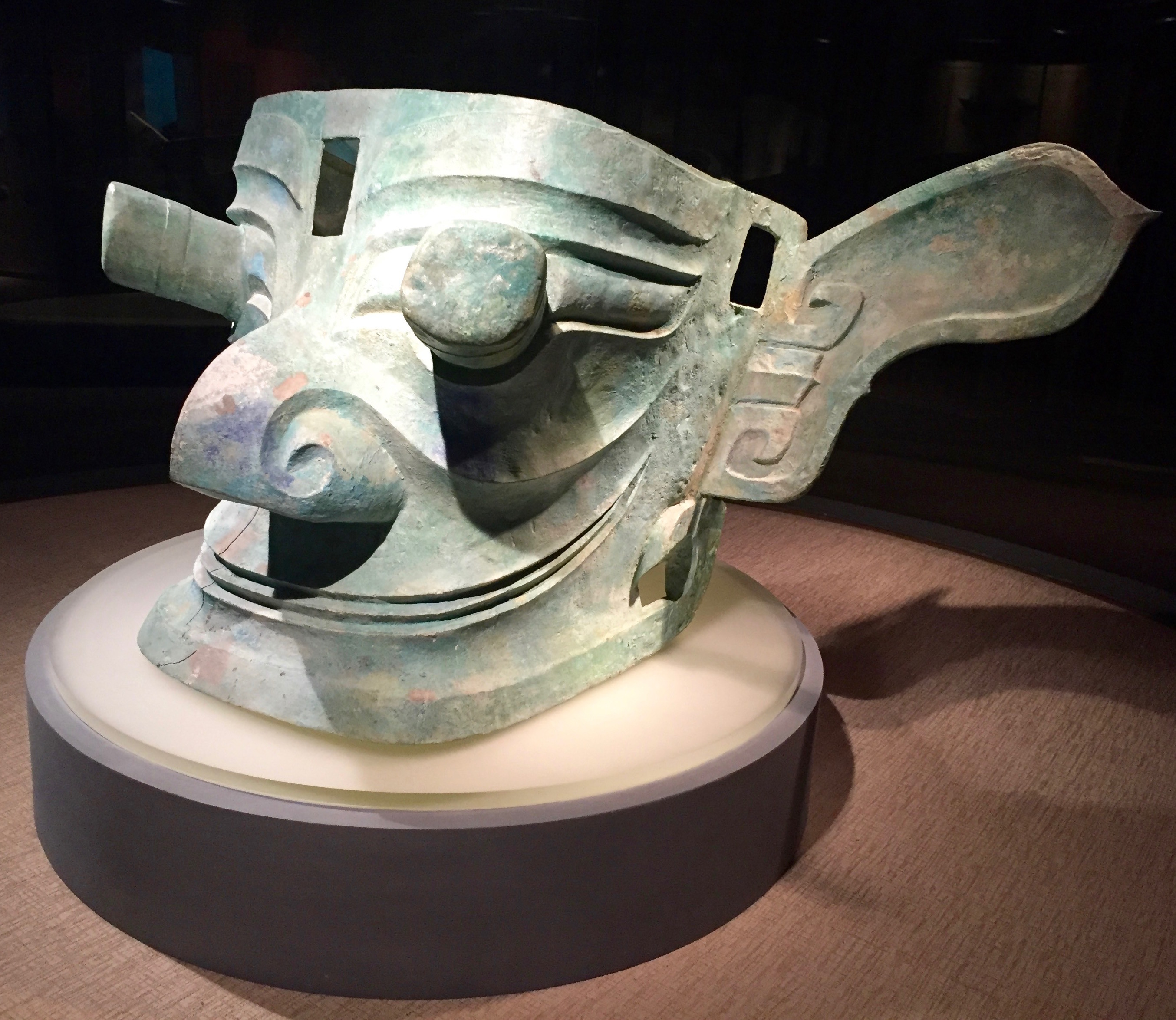
三星堆遗址二号祭祀坑出土的青铜纵目面具

於2019年12月5日，本作於Twitter宣佈開始製作，由中国大陆和日本合拍，由中国大陆動畫導演黃軍擔任總監督，三宅麻理惠和小野大輔聲演兩名主角莉琳和索達，並於12月6日宣佈將於2020年2月7日上映。然而由於2019冠狀病毒病日本疫情的影響而押後發佈，目前尚未確定上映日期。 
本作以中国西南三星堆文明（今四川省广汉市）為故事背景。三星堆是公元前青铜时代长江上游文明的文化遗址，考古學家曾挖掘出一座巨大且形狀獨特的青銅面具，一般認為是世界上最大的青銅雕像。雖然發現了不少出土文物，但卻找不到任何相關歷史記載或人物，遺址的背景至今仍是個謎。而本作則以遺址作為創作靈感，虛構出一段遠古時期的冒險故事。 
本作亦將與短篇電影《寶石寵物 Attack Travel!》一同播映。

## 外部連結
- 電影《Kukuriraige -三星堆傳奇-》官方網站
- 電影《Kukuriraige -三星堆傳奇-》官方Twitter帳號